# Habitué
Habitué è un singolo del rapper francese Dosseh, pubblicato nel 2019 con la casa discografica Universal.

## Tracce
1. Habitué italian remix – 3:31 (Dosseh, Izi)